# Soulèvement de Takovo
Réunion de Takovo
Le soulèvement de Takovo (en serbe cyrillique : Таковски устанак ; en serbe latin : Takovski ustanak) ou la réunion de Takovo (en serbe cyrillique : Састанак у Такову ; en serbe latin : Sastanak u Takovu) est un événement historique qui a eu lieu le 23 avril 1815 (11 avril 1815 dans le calendrier julien) à Takovo en Serbie. Il marque le début du second soulèvement serbe contre les Ottomans, soulèvement qui va conduire à l'autonomie de la principauté de Serbie vis-à-vis de la Sublime Porte.

## Contexte

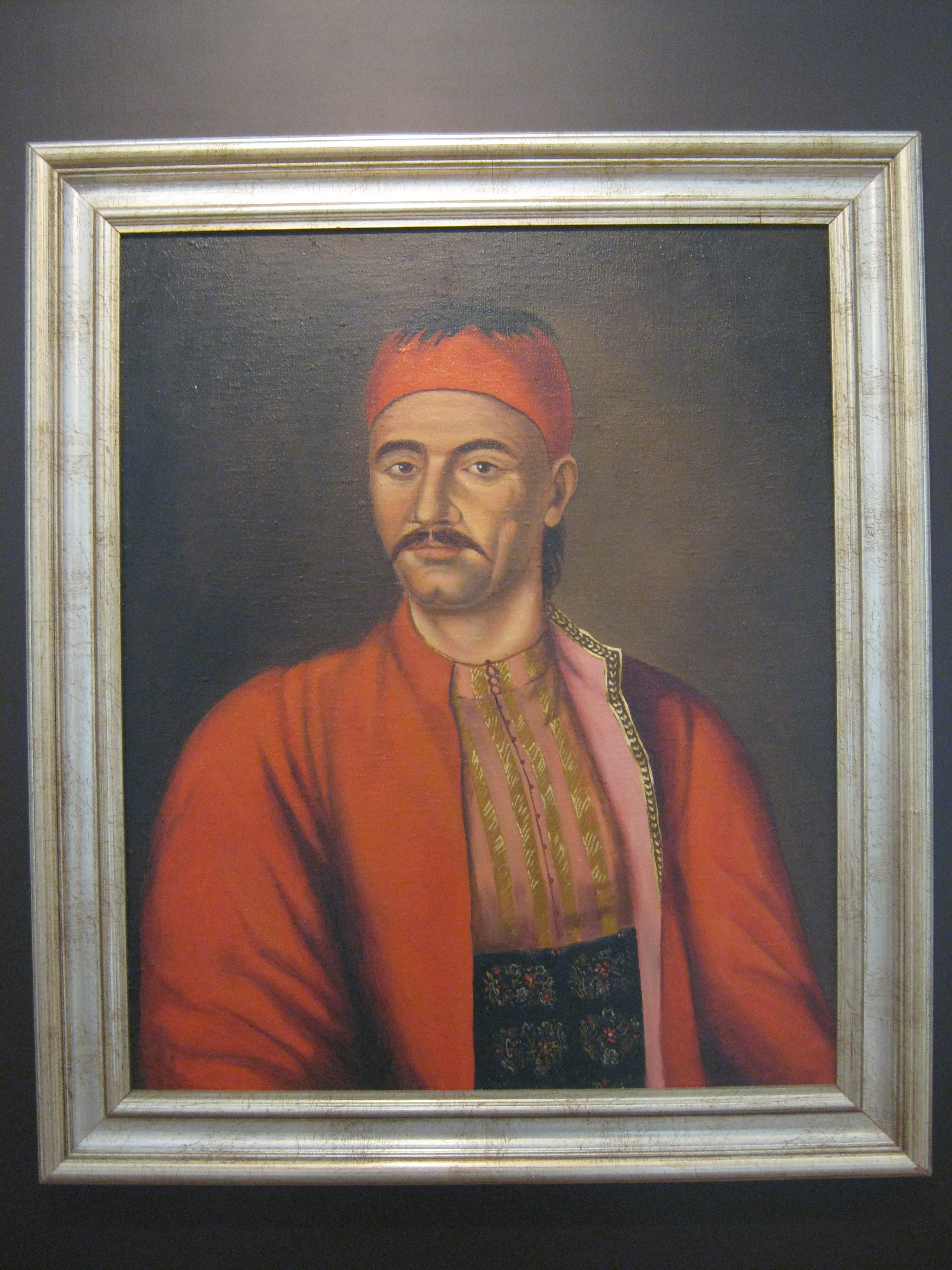
Portrait de Miloš Obrenović, Musée du Second soulèvement serbe à Takovo.

Après l'échec du premier soulèvement serbe contre les Ottomans, le vizirat de Süleyman Pacha  sur le pachalik de Belgrade a été marqué par des persécutions sanglantes vis-à-vis de la population serbe. La plupart des anciens du premier soulèvement, ainsi que Karađorđe (Karageorges) lui-même, étaient partis en exil hors de Serbie. Parmi les anciens restés aux pays, le plus éminent était Miloš Obrenović, le voïvode de Rudnik, qui, après la reddition de Süleyman Pacha et fort l'amnistie qu'il promettait, s'était adressé au peuple à la demande du vizir pour lui demander de s'apaiser et de rentrer d'exil. La fièvre du soulèvement s'était calmée et beaucoup des anciens rentraient dans le pachalik ; en revanche Karađorđe et plusieurs figures éminentes du soulèvement n'étaient pas amnistiés.
Cette accalmie a été de courte durée car, une fois son pouvoir complètement rétabli à Belgrade, Süleyman Pacha a lancé un processus de répression violente. Voyant que l'amnistie promise n'était qu'une promesse en l'air, les anciens ont commencé à réfléchir à l'organisation d'une nouvelle résistance populaire. On sait avec certitude que le 8 août 1814, une réunion des princes (knèzes) et de notables du peuple a eu lieu à Topčider, à laquelle ont participé Miloš Obrenović, Lazar Mutap, Arsenije Loma, Milić Drinčić, Milivoje Tadić, Radovan Grbović, Aksentije Miladinović, Vasilićan Pavlović et Georgije Lazarević ; les participants ont discuté de l'opportunité d'un nouveau soulèvement ; il a été décidé d'essayer de travailler pacifiquement à la libération de la Serbie, et, seulement en cas d'échec de cette solution pacifique, de provoquer un soulèvement. Afin de savoir ce qui pouvait être fait pacifiquement, notamment avec des requêtes et des interventions devant des tribunaux étrangers, le prête Mateja Nenadović, qui était en exil en Syrmie, a été autorisé à se rendre à Vienne, pour agir dans ce sens par l'intermédiaire de l'ambassade de Russie et du bureau impérial. Il a reçu des pétitions et une procuration pour représenter le peuple et il a reçu une lettre et des instructions détaillées. Malgré un long séjour à Vienne, Mateja Nenadović a échoué dans son entreprise.

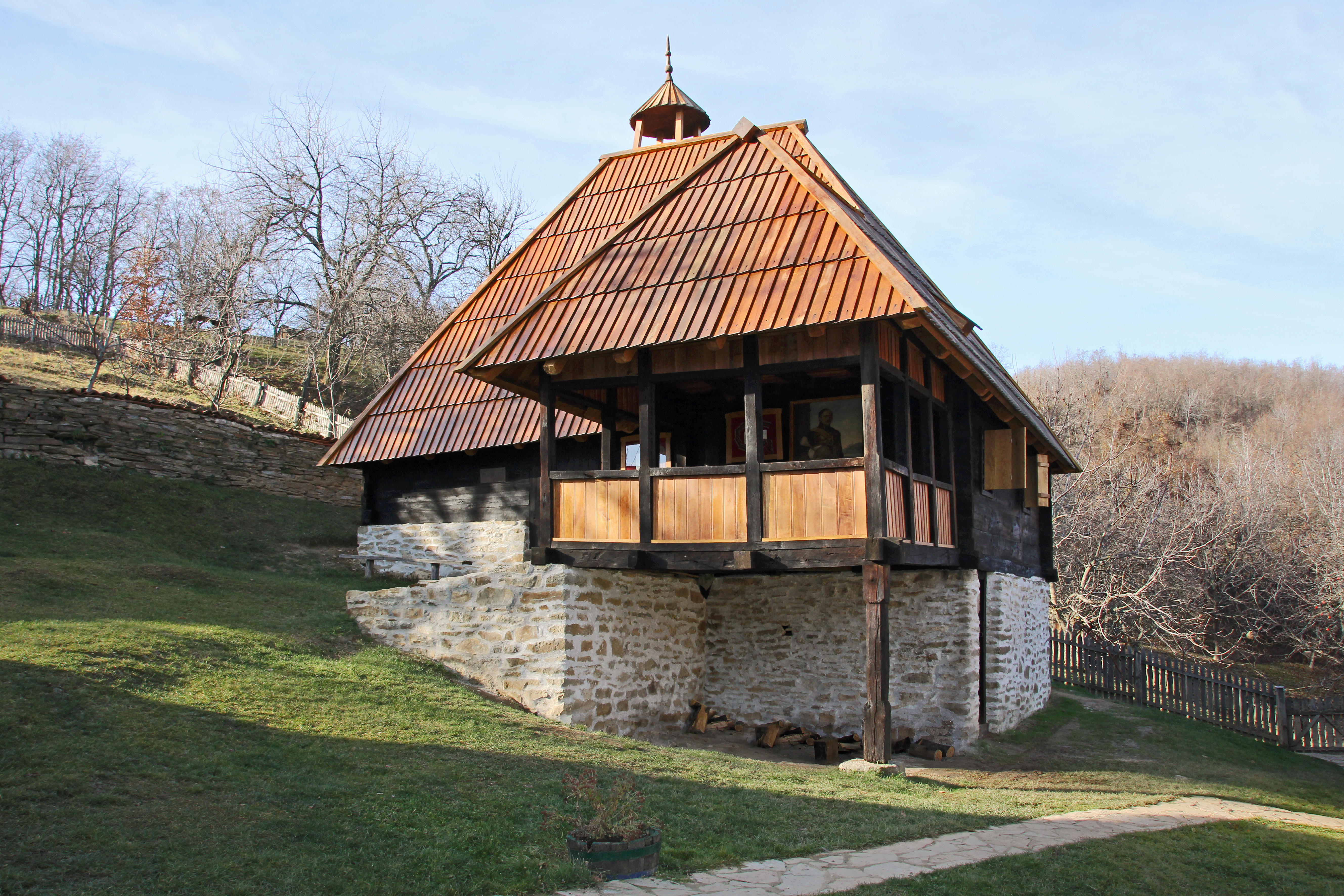
Le konak du prince Miloš à Gornja Crnuća.

À cette époque, les premières révoltes du vizirat de Süleyman Pacha ont commencé. La révolte de Hadži-Prodan a éclaté, qui a été liquidée principalement grâce aux efforts de Miloš Obrenović, qui pensait que l'heure n'était pas encore venue pour le soulèvement. En revanche, cette révolte a perturbé les Turcs, si bien que Süleyman Pacha a décidé d'inviter tous les anciens rebelles à Belgrade, y compris Miloš Obrenović, avec l'intention de les intimider et, probablement, de les tuer, ce qu'il avait déjà fait avec quelques uns. Une partie des anciens n'a pas répondu à cette invitation mais Miloš Obrenović s'est rendu à Belgrade et s'est présenté devant le pacha. Constatant que les anciens voyaient clair dans son jeu, Süleyman Pacha a reçu avec amabilité ceux qui avaient accepté son invitation et il les a renvoyés chez eux sains et sauf ; en revanche il a gardé Miloš Obrenović en otage. Grâce à la ruse, Miloš a persuadé le pacha de le libérer ; il a quitté Belgrade et, le 9 mars 1815, il se trouvait à Crnuća, dans le konak qu'il s'y était fait bâtir.
L'arrivée de Miloš a Crnuća a attiré dans cette région les anciens rebelles qui étaient favorables au déclenchement d'un soulèvement. Avec Miloš, ils ont tenu plusieurs réunions, dont l'une au monastère de Vraćevšnica avec l'archimandrite Melentije Pavlović, l'autre à Lunjevica chez son frère de sang Nikola Milićević Lunjevica, la troisième à Dragalj dans la maison du voïvode Arsenije Loma, la quatrième à Rudovci dans la maison du pope Ranko. Ces fréquentes réunions ont vite été suivies des premiers incidents avec les autorités ottomanes. Un de ces incidents s'est produit le 8 avril 1815 et un autre le 10 avril. Ces deux incidents, répétés à deux jours d'intervalle seulement, ont précipité la décision finale de Miloš de déclencher un soulèvement.

## Assemblée de Takovo

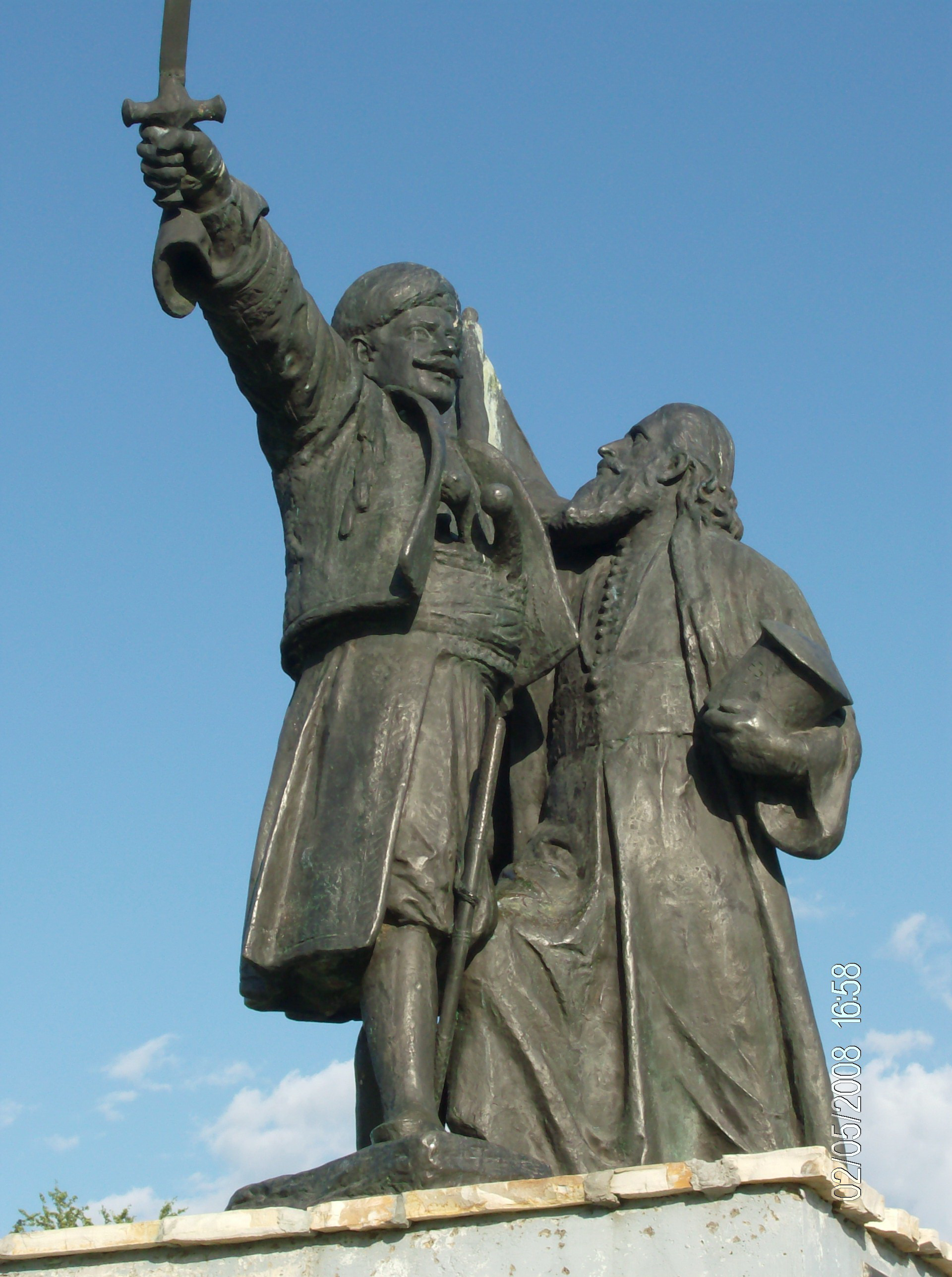
Le Monument du Second soulèvement serbe à Takovo, œuvre de Petar Ubavkić.

Le 11 avril 1815, jour du dimanche des Rameaux, l'église Saint-Georges de Takovo célébrait sa fête patronale. Depuis longtemps, ce jour-là, se tenait une assemblée du peuple à l'église et de nombreuses personnes, venues de tous les villages alentour se rassemblaient. En 1815, assistaient à l'assemblée de nombreux anciens rebelles proches de Miloš Obrenović, le poussant à la révolte. Après la liturgie, Miloš, entouré des anciens, est sorti de l'église, est monté sur une pierre et, comme le note le poète Simo Milutinović Sarajlija, a prononcé un discours devant les gens rassemblés. « Écoutez, mes frères. Écoutez, vous, tous les Serbes. Écoutez grands et petits, hommes et femmes, qui que vous soyez et êtes venus ici aujourd'hui. Et quiconque n'est pas ici aujourd'hui, qu'il vous entende et vous écoute, et que chacun comprenne et se souvienne bien de ce que je vais dire à tout le monde maintenant et pour toujours. Si vous acceptez de m'avoir comme guide, par vous et devant vous, à partir de maintenant et pour toujours, dans l'ouvrage commun à accomplir, et comme chef pour le peuple et la patrie et, si vous êtes pour que tous nos efforts aboutissent, vous tous, maintenant, d'une seule voix, ici, devant cette maison de Dieu, dites-le puis faites un vœu sur le saint autel (...) ».

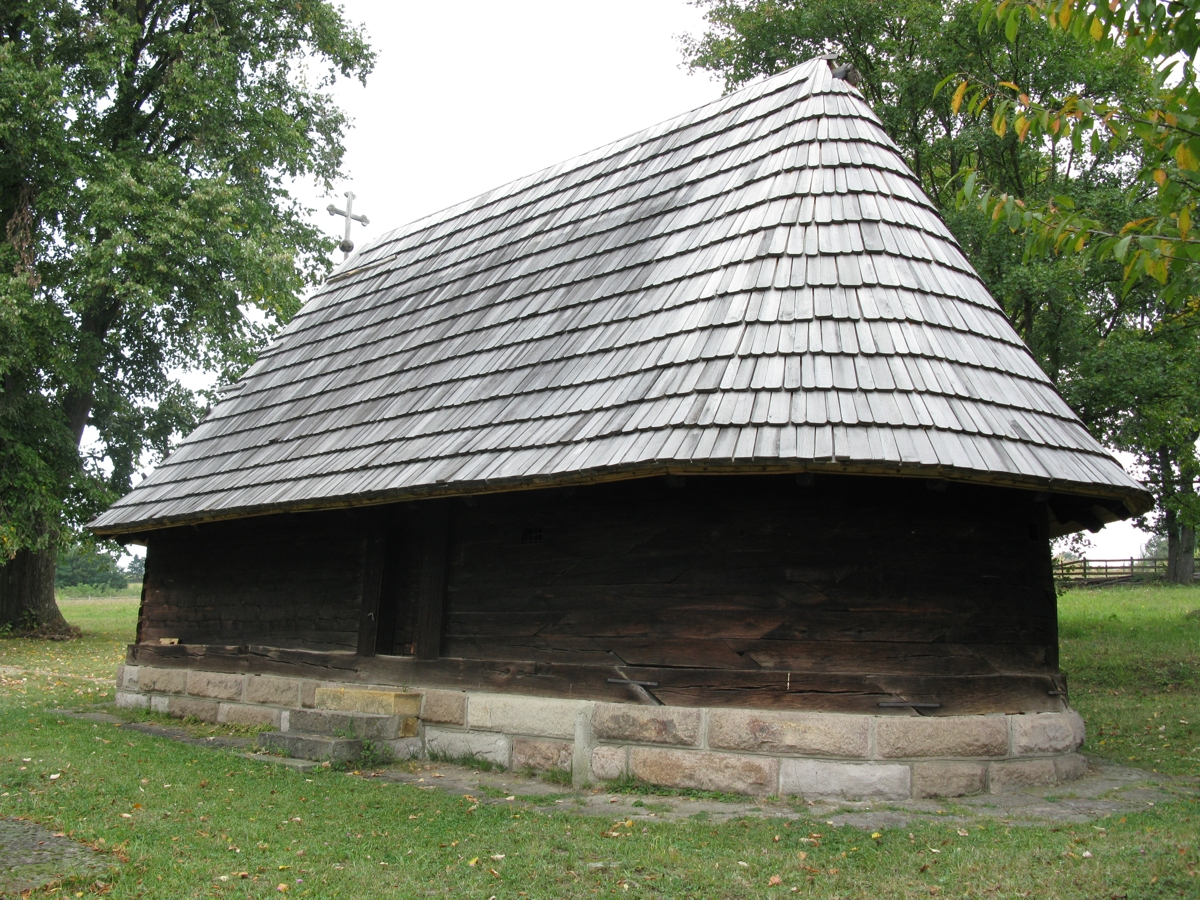
L'église en bois Saint-Georges de Takovo.
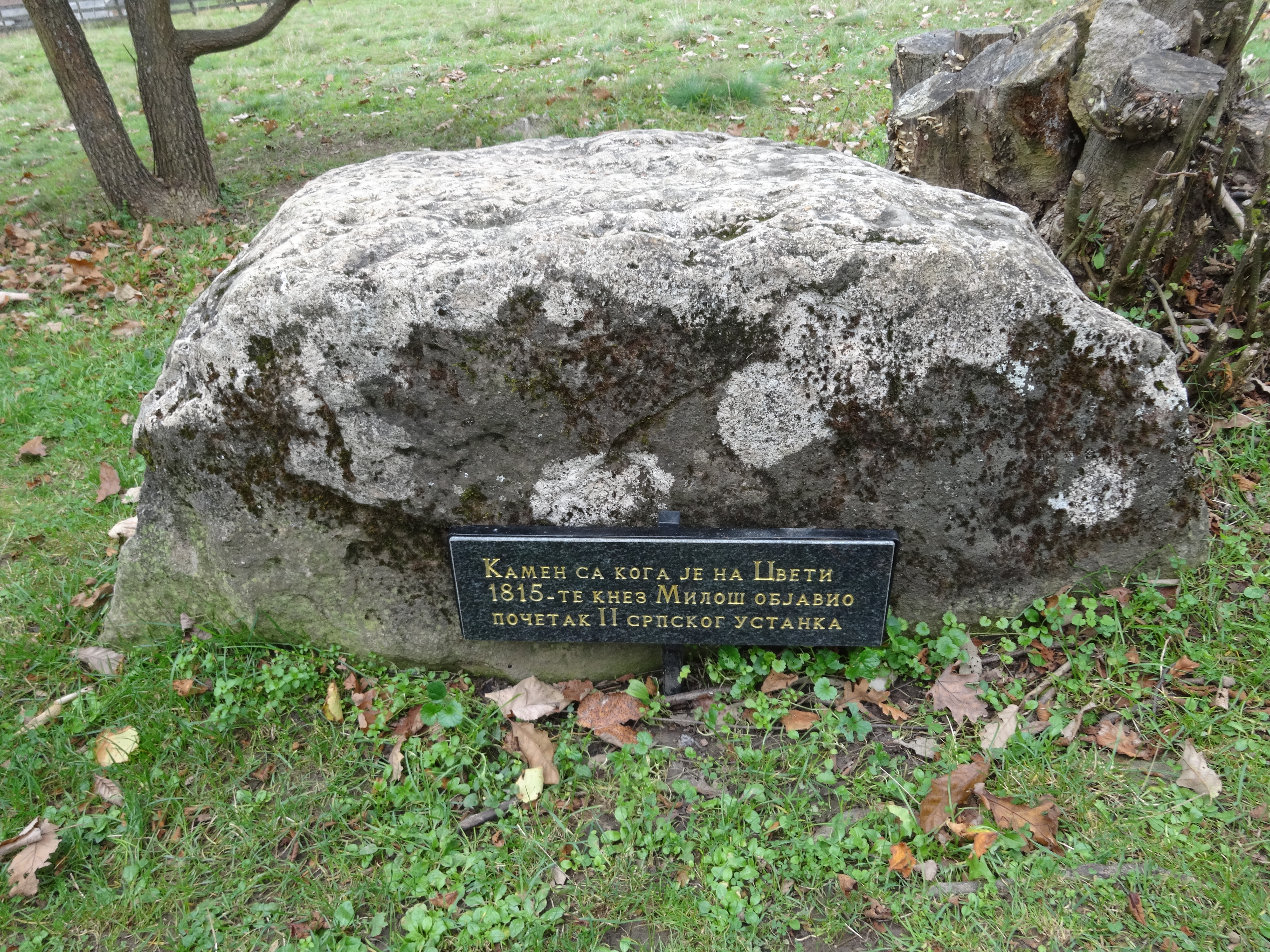
La pierre sur laquelle Miloš Obrenović est monté pour prononcer son discours devant l'église.

Le peuple et les anciens ont accepté la demande de Miloš et il est retourné à Crnuća, a revêtu son costume d'apparat de voïvode, a remis le drapeau au porte-drapeau pour qu'il soit planté à l'endroit où les insurgés se rassembleraient, en disant : « Me voici, vous voilà ! Guerre aux Ottomans ! ».

### Participants à l'assemblée
Dans son livre Milan Đ. Milićević énumère des personnes ayant participé à l'assemblée : Miloš Obrenović, Jovan Obrenović (?), Lazar Mutap de Prislonica, Nikola Milićević Lunjevica de Lunjevica, Milić Drinčić, Todor Belja, Dobrica Vesković de Teočin, Perica N. Buljugbaša de Miokovci, Damnjan Matović-Krdža de Ločevci, les frères Marko Rakić et Nikola Rakić, de Rudnik, Milovan Lomić de Dragolj, Vasilj Milojević, Milić Brajović et Lazar Vasiljević de Brezna, Radovan Žižović de Leušići, Todor Jeremić et Blagoje N. de Pranjani, Ivan Šalavardić de Grabovica, Petar Grk de Nevade, Jovan Lazić de Svračkovci, Tanasko Mihailović et Vaso Popović de Beršići, Prsta Janko Vitomirović, Radojica Paunović et Milovan Topalović de Takovo, Jovan Ponjavić de Brusnica, Nikola Terzija de Sinoševići, Milisav Koruščić de Ručići, Radovan Bajić de Brajići, Marko Radosavljević de Klatičevo, Sima Baralija de Šarani, Aksentije Čaluković et Vićetnije Čaluković de Ljevaja, Pavle Štule et Petar Štule d'Ozrem, Marko Draškić de Polom, Mali Radojić de Mojsinje, Petar Mali et Ivan Petrović de Stančići, Ilija Preljinac de Preljina, Jova Tomić de Metinci, Radovan Nikavica et Petar Tomašević de Ločevci. Le voïvode Loma n'a pas participé à la réunion.

## Conséquences
Le soulèvement a alors éclaté aux frontières du pachalik de Belgrade, à la grande surprise de la Porte, qui considérait que les instructions d'extermination des Serbes, données à Süleyman Pacha, les empêchaient de songer à se lancer dans une nouvelle résistance. En raison de sa situation interne et externe, la Porte a jugé nécessaire de liquider le soulèvement de manière pacifique dès que possible ; pour cette raison, elle a ordonné aux commandants militaires qui attendaient des instructions à la frontière bosniaque et sur la Morava pour faire faire intervenir leurs troupes dans le pachalik. Après avoir remporté plusieurs batailles contre l'armée du vizir de Belgrade, les Serbes ont jugé nécessaire de faire la paix ; ils ont ainsi accepté l'offre de Marashli Ali Pacha, avec qui Miloš Obrenović a conclu un accord oral et la Porte a immédiatement rappelé Süleyman Pacha, qui a mis fin définitivement au soulèvement. Dès 1816, la Porte a recconu la nouvelle principauté de Serbie ; le nouvel État devait continuer à payer un tribut à l’Empire ottoman et une garnison turque s'est maintenue à Belgrade jusqu’en 1867 mais, dans les faits, la Serbie était devenue un État quasiment indépendant. En 1817, selon l'accord passé avec Marashli Ali Pacha, Miloš Obrenović a reçu le titre de « Prince de Serbie ».

## Postérité et commémoration

### Ordre de la Croix de Takovo

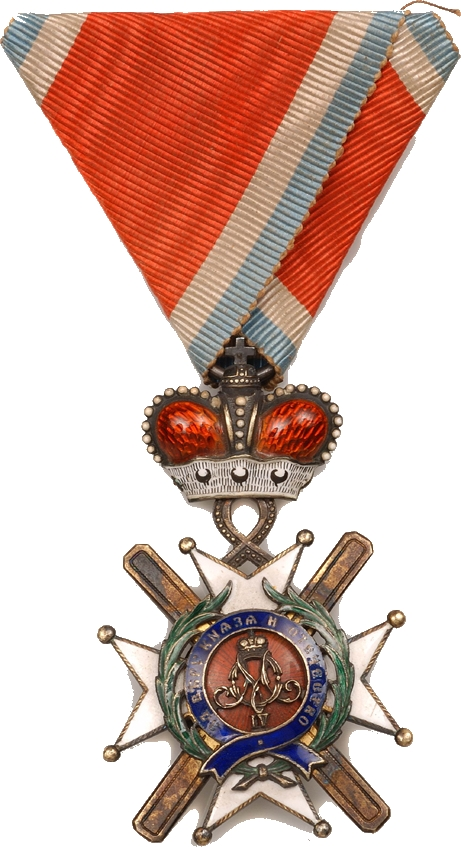
Médaille de l'Ordre de Takovo

L'ordre de la Croix de Takovo, militaire et civil, a été créé en 1865, sous le second règne du prince Michel III Obrenović, pour marquer le 50e anniversaire du soulèvement de Takovo. La plaque de la médaille consiste en une croix de Malte à huit branches, émaillée de blanc et encadrée d'or, avec de petites boules dorées sur les huit branches et une croix de Saint-André en or dont les barres transversales sont visibles aux quatre coins de la croix. L'écusson central rond, entouré de deux rameaux de laurier d'or, montre la signature dorée et entrelacée du roi M. O. sur un fond émaillé rouge. Au-dessus se trouve une couronne entourée par un anneau émaillé bleu en forme de ruban, qui contient l'inscription de la devise de l'ordre « Pour la foi, le prince et la patrie » en lettres cyrilliques serbes. L'Ordre a été dissous en 1903 par le roi Pierre Ier de Serbie, membre de la dynastie des Karađorđević, rivale de la dynastie des Obrenović, et remplacé dans les mêmes fonctions par l'ordre de l'Étoile de Karageorge.
Parmi les récipiendaires de l'Ordre, on peut citer :
- Živojin Mišić
- Stepa Stepanović
- Radomir Putnik
- Petar Bojović
- Čedomilj Mijatović
- Prince Mirko du Monténégro
- Dejan Subotić
- Sima Igumanov
- Albert Ier roi des Belges
- Baudouin de Belgique
- Otto de Bray-Steinburg
- Charles McLaren, 1er baron Aberconway
- Grand-duc Dimitri Constantinovitch de Russie
- Grand-duc Nicolas de Russie
- Grand-duc Vladimir Alexandrovitch de Russie
- Kalākaua, roi d'Hawaii
- David Edward Hughes

### Monuments culturels et ensemble commémoratif

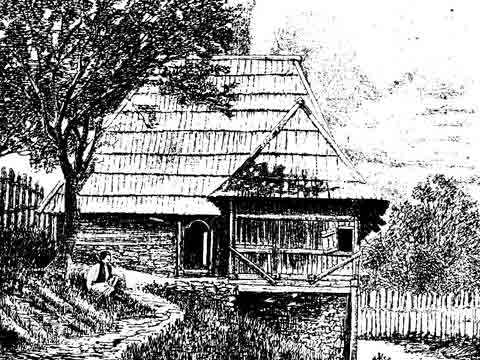
Le konak du prince Miloš, dessin de Felix Kanitz, milieu du XIXe siècle.

L'église en bois Saint-Georges de Takovo est aujourd'hui inscrite sur la liste des monuments culturels d'importance exceptionnelle de la république de Serbie (identifiant no SK 502),. Le konak du prince Miloš à Gornja Crnuća figure lui aussi sur la liste des monuments culturels d'importance exceptionnelle de Serbie (identifiant no SK 1078),.
À Takovo, se trouve un ensemble commémoratif du soulèvement de Takovo connu sous le nom de « Takovski grm », le « chêne de Takovo ». C'est sous un chêne centenaire que le prince Miloš aurait pris la décision de lancer le second soulèvement serbe chêne. Au fil du temps, le chêne a commencé à pourrir, ce qui, selon la tradition populaire correspondait au sort de la dynastie des Obrenović ; en 1860, une des cinq grosses branches de l'arbre s'est rompue, annonçant ainsi la mort du prince Miloš. Des fragments du vieux chêne de Takovo se trouvent aujourd'hui au Musée du Second soulèvement serbe à Takovo, dans l'église de la Sainte-Trinité de Gornji Milanovac et le konak du prince Miloš à Belgrade,.
En 1887, sous le règne du roi Milan Obrenović, les habitants du district de Rudnik ont érigé un monument en l'honneur du prince Miloš et des insurgés, appelé le Monument sous Le chêne de Takovo ; réalisé en marbre rouge poli, il a été créé Mihailo M. Čebinca, un sculpteur de Kraljevo ; on peut y lire des vers patriotiques de Ljubomir Nenadović. À l'ouest du monument de Miloš Obrenović se trouve un groupe commémoratif nommé le Soulèvement de Takovo, réalisé par le sculpteur Petar Ubavkić ; ce monument en bronze, haut de 292 cm, représente Miloš Obrenović et l'archimandrite Melentije Pavlović au moment de la proclamation du soulèvement ; cette œuvre, à l'origine réalisée pour l'Exposition universelle de Paris en 1900, où elle n'a pas été présentée, a été installée à Takovo à l'occasion du 175e anniversaire du Second soulèvement serbe.
Le complexe commémoratif comprend aussi le Musée du Seconde soulèvement, située dans l'école élémentaire donnée au village par le roi Alexandre Ier Obrenović en 1891 ; il a été inauguré en 1994. Dans ses collections, en plus d'un fragment du chêne de Takovo, il abrite le Le Soulèvement de Takovo, un tableau de Paja Jovanović peint en 1895 et considéré comme un chef-d'œuvre.
En 1994, l'ensemble commémoratif du Takovski grm a été inscrit sur la liste des sites mémoriels d'importance exceptionnelle de la république de Serbie (identifiant no ZM 19),.

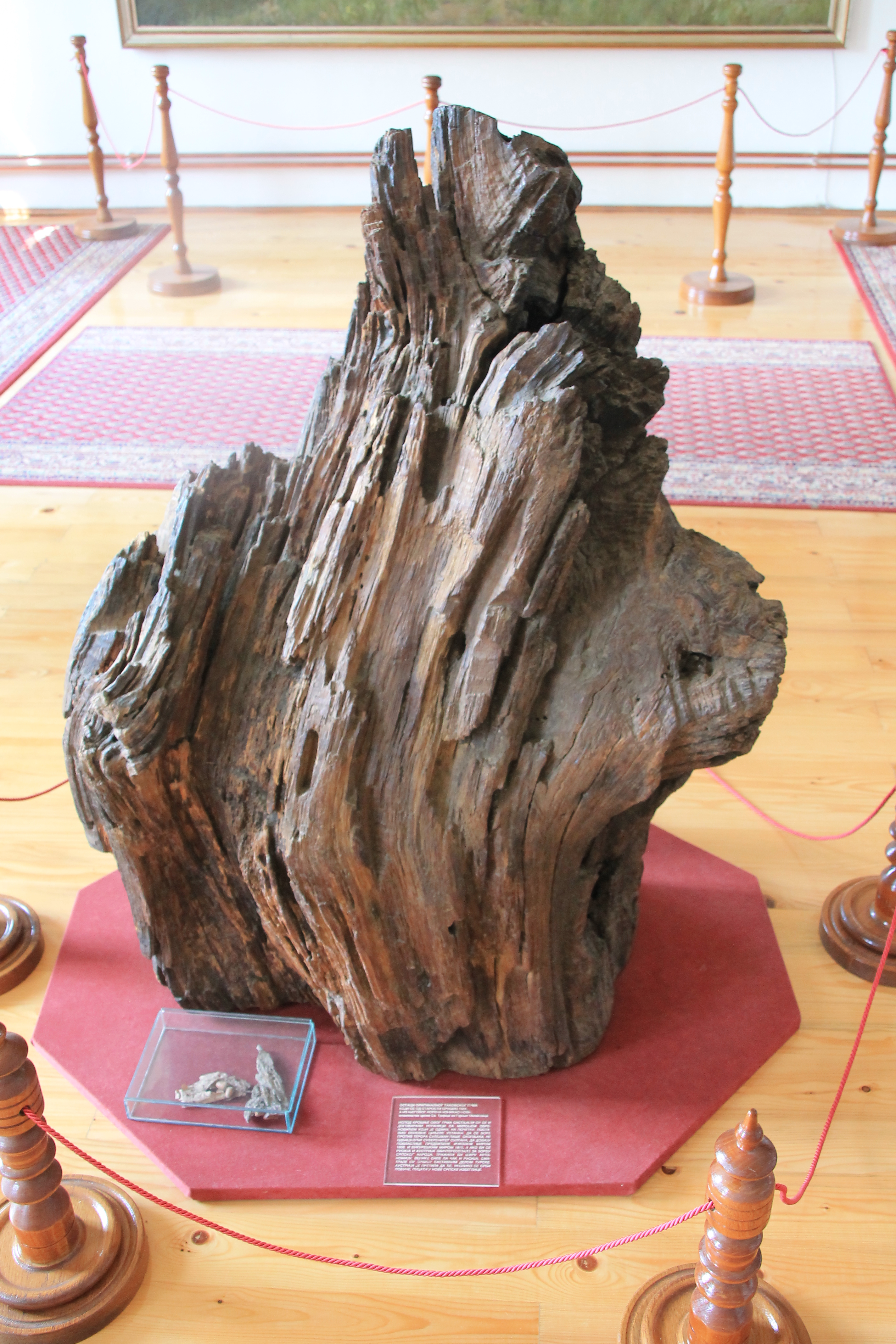
Fragment du chêne de Takovo, dans le Musée du Second soulèvement serbe.
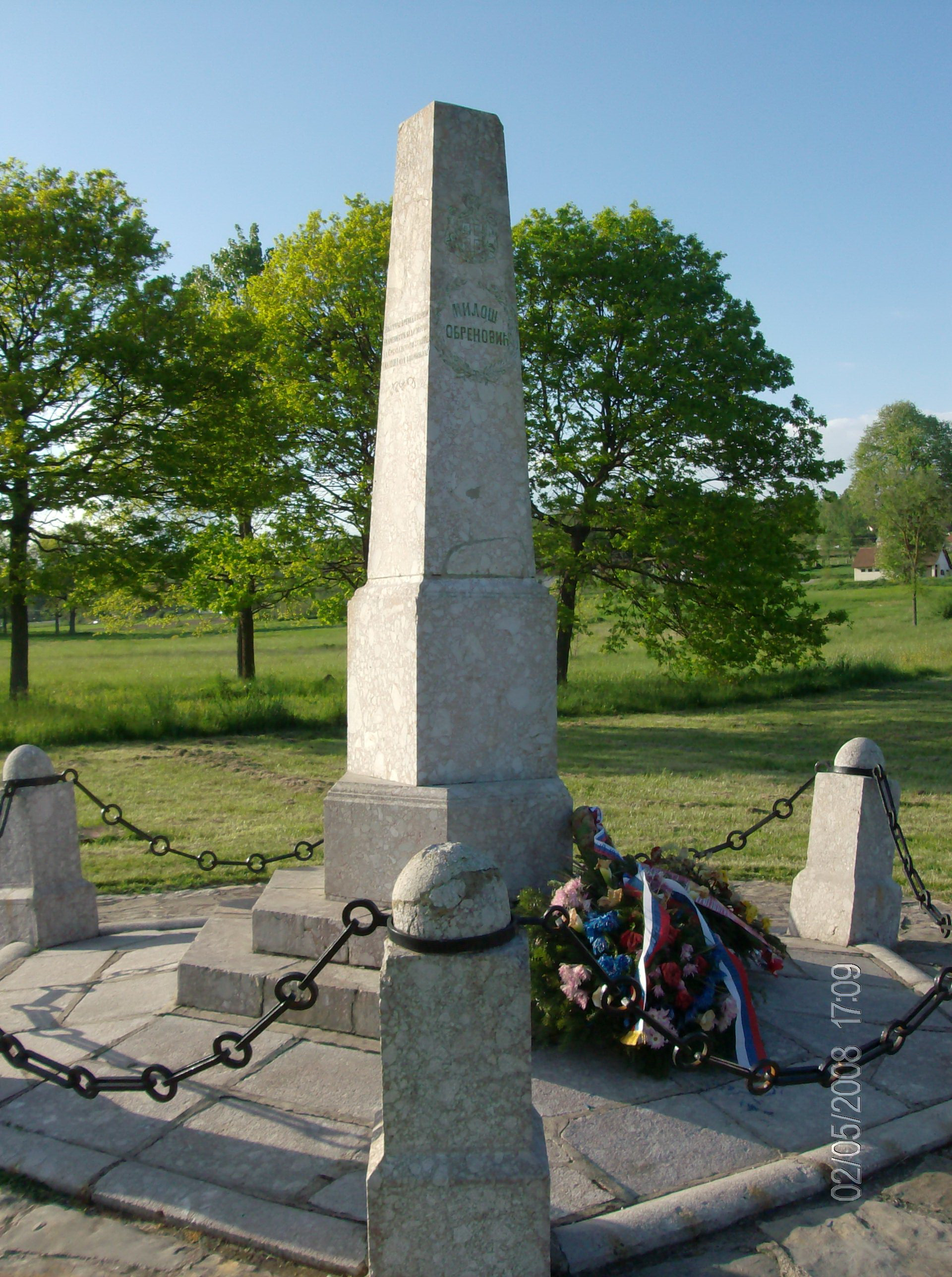
Le monument de Miloš Obrenović et des insurgés.
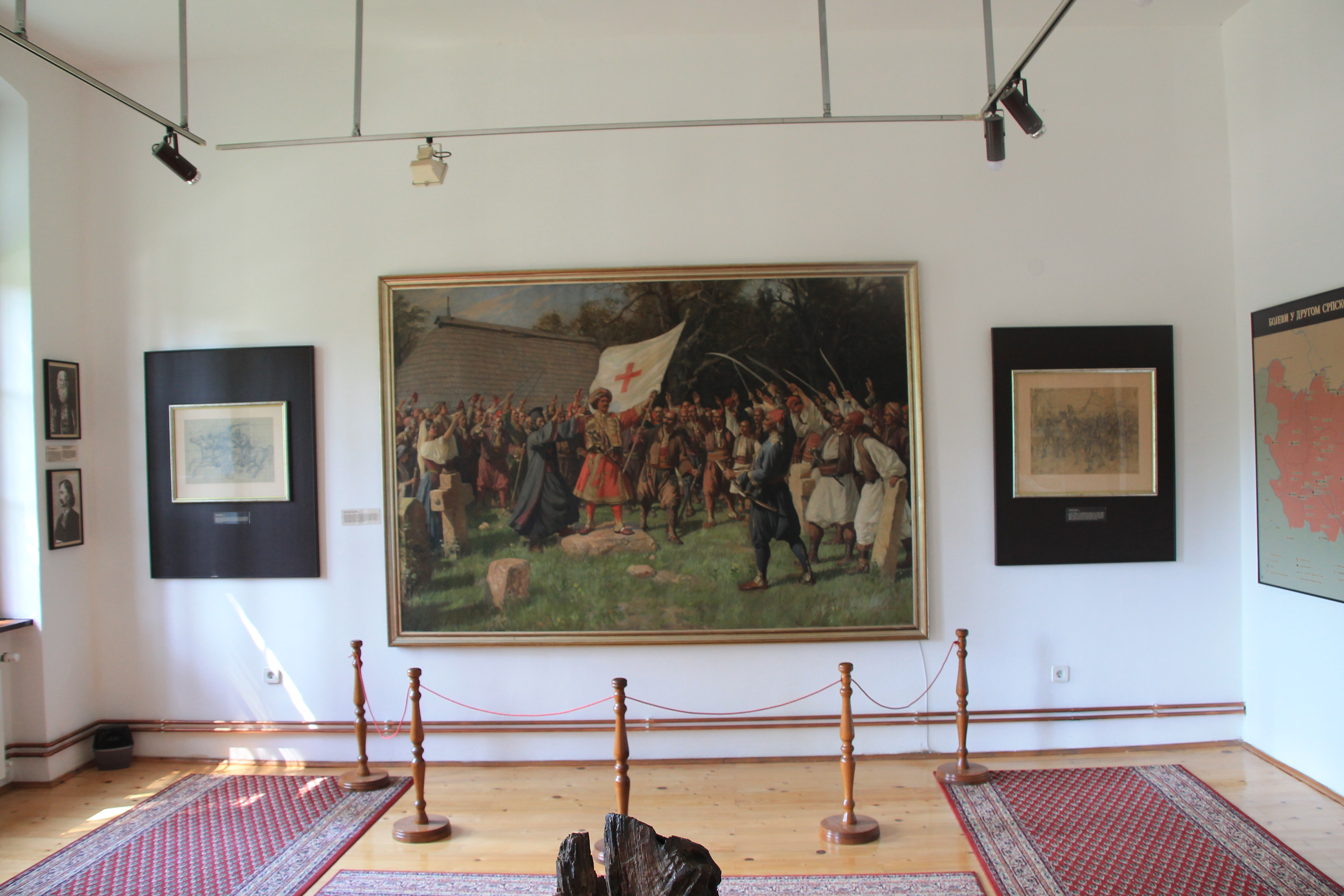
Le Soulèvement de Takovo, tableau de Paja Jovanović, 1895 dans le musée.
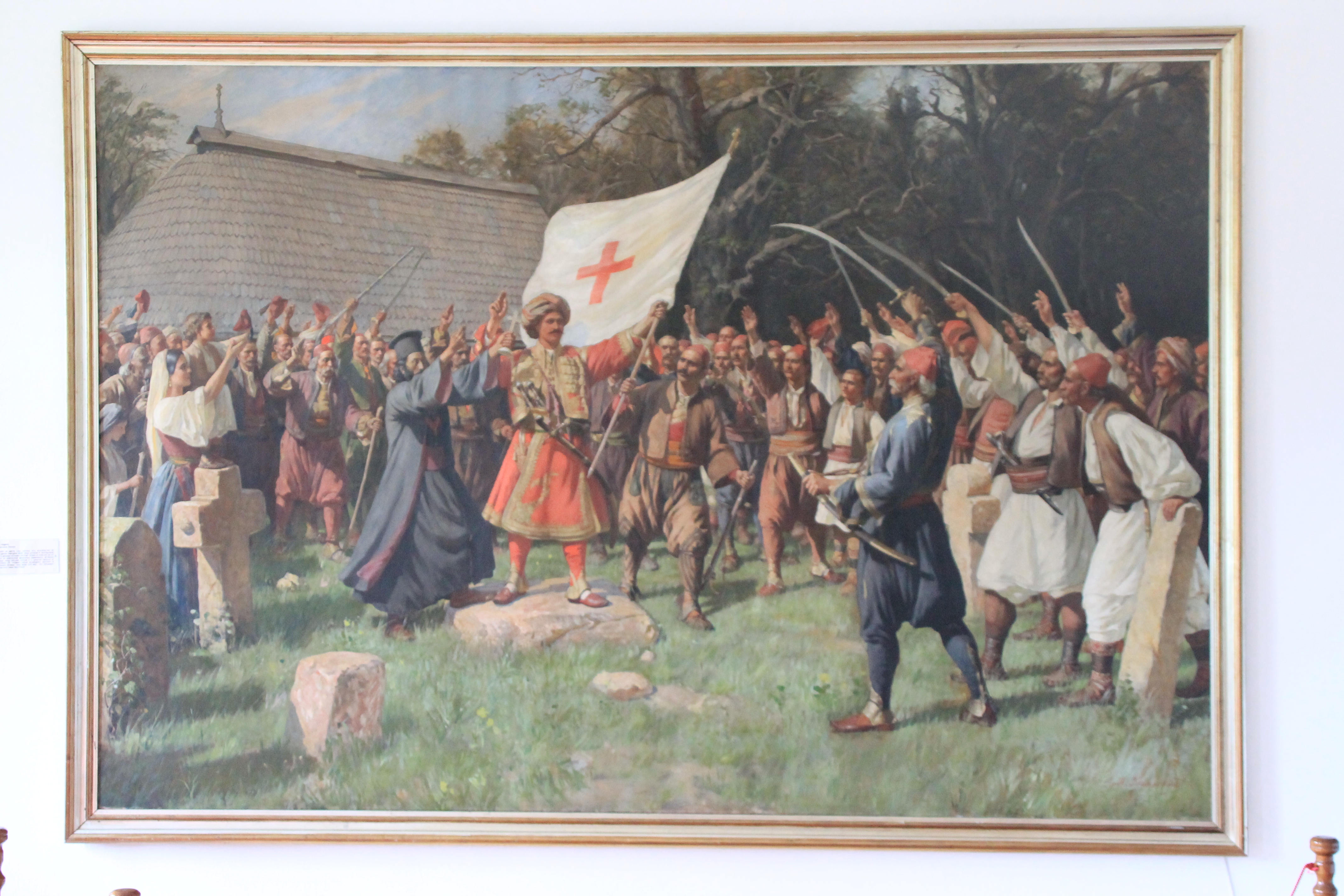
Vue plus détaillé du Soulèvement de Takovo.
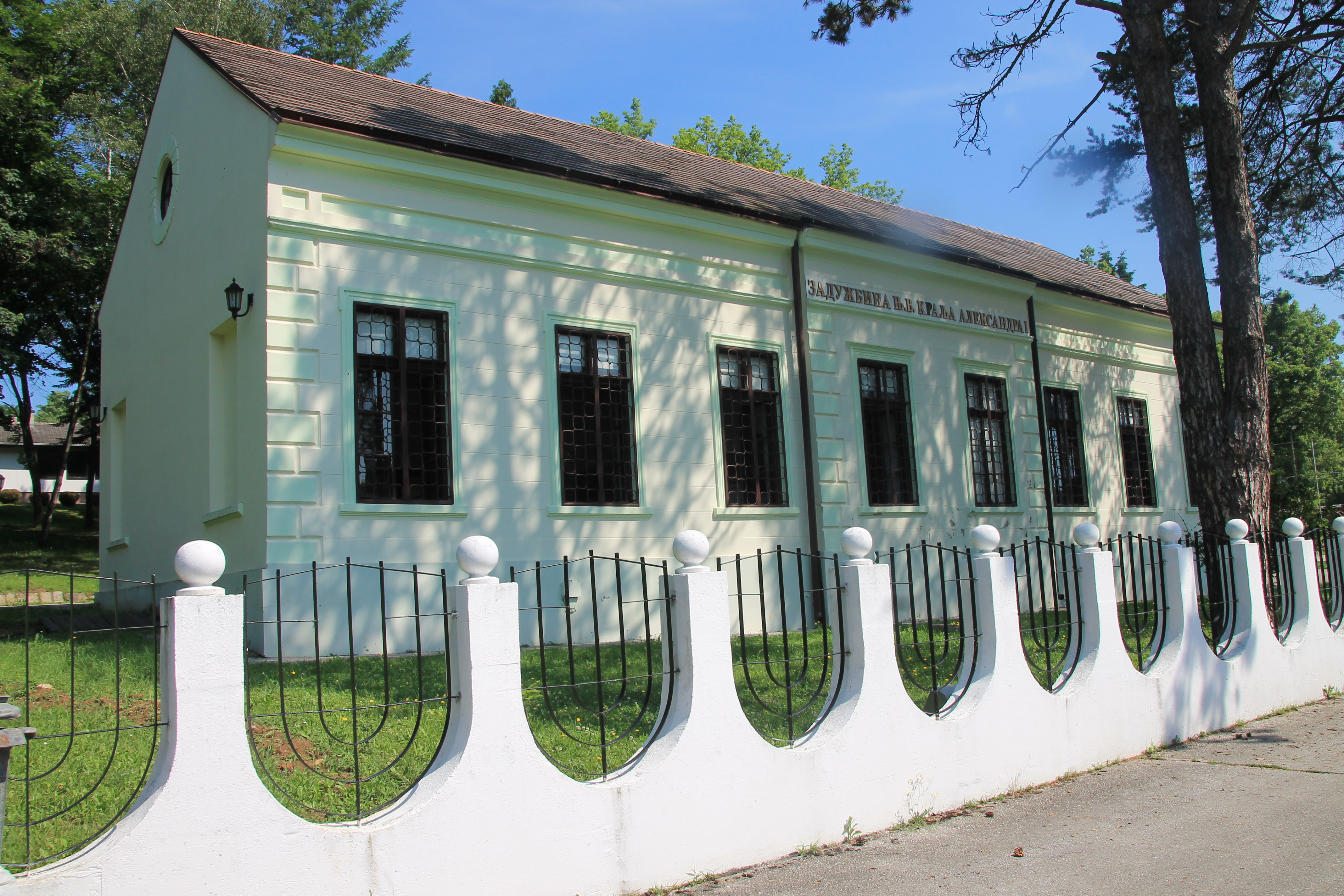
Le musée du Second soulèvement serbe à Takovo.
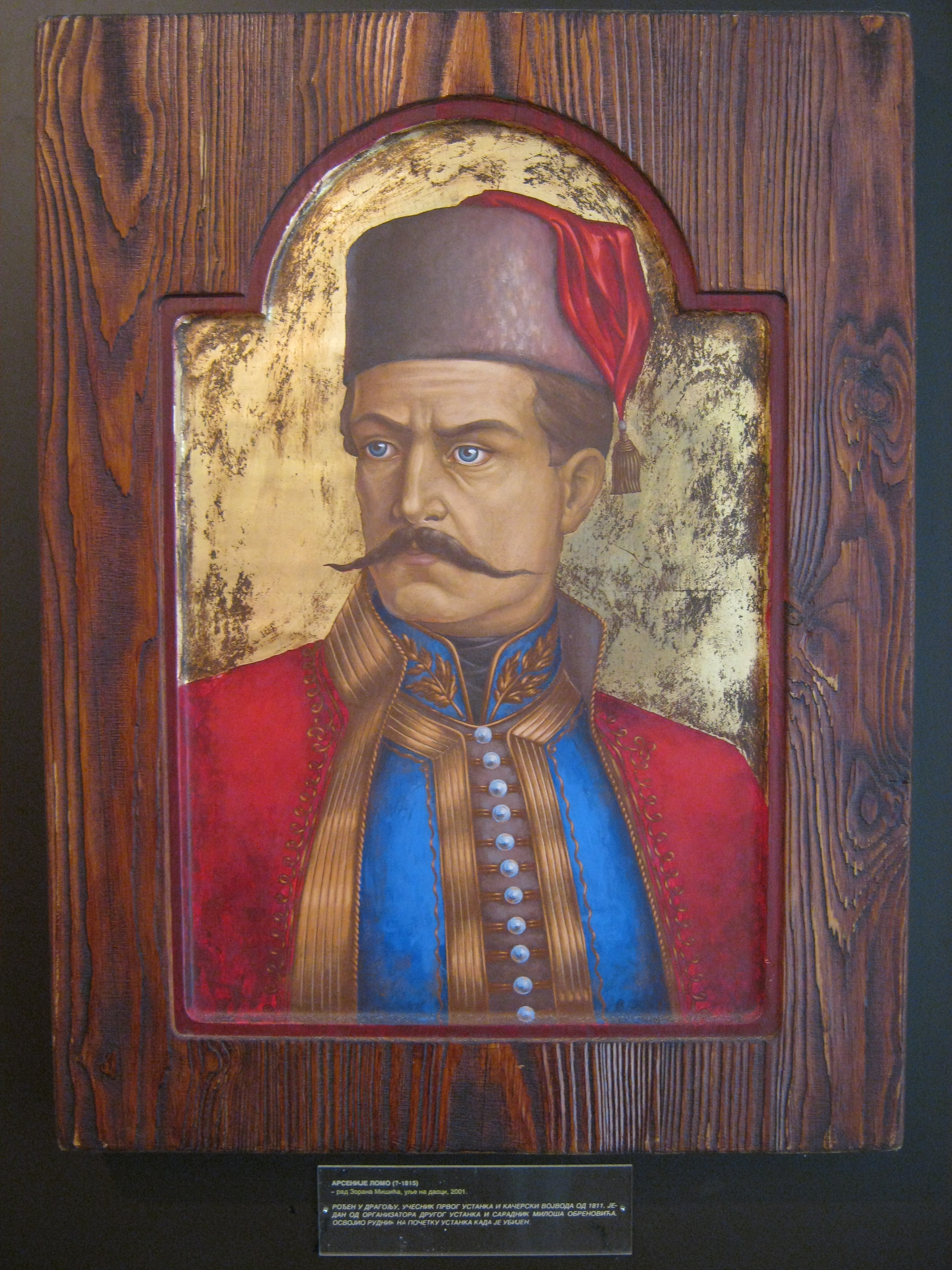
Portrait d'Arsenije Loma, dans le Musée du Second soulèvement serbe.
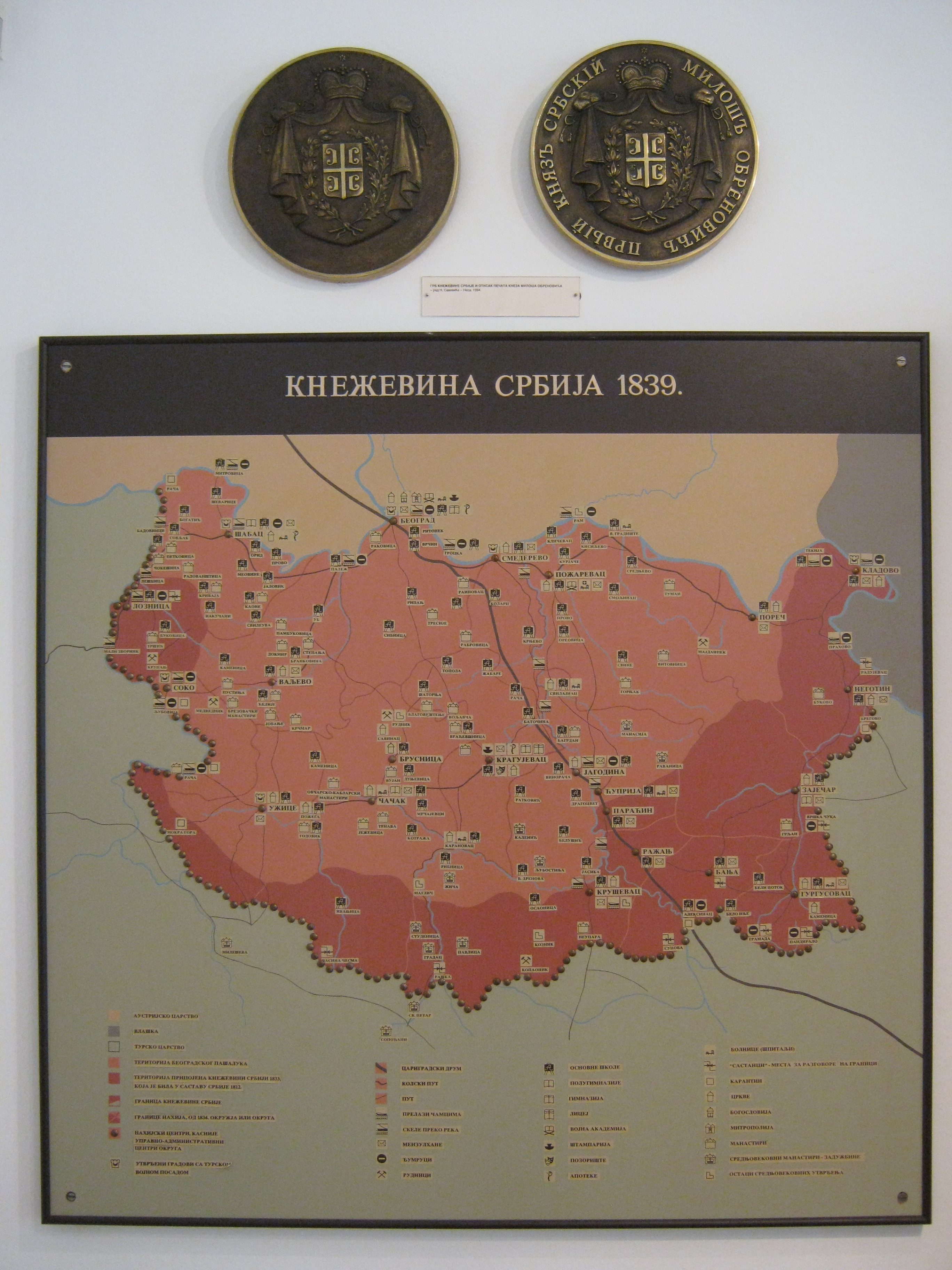
Carte de la principauté de Serbie en 1839, dans le musée.